# Théorie économique des droits de propriété
La théorie économique des droits de propriété est une branche de l'analyse économique du droit s'intéressant aux conséquences économiques des droits de propriété.
La théorie de droit de propriété se propose d’expliquer plusieurs choses :
- Comment différents types et systèmes de droit de propriété agissent sur le comportement des agents individuels et par là sur le fonctionnement et l’efficience du système économique ?
- Comment dans une économie où les rapports contractuels entre agents sont libres, le type et la répartition des droits de propriété, qui assurent l’efficience la plus grande, tendent à s’imposer ?

Cette théorie s’est constituée lorsque la nécessité de s’interroger sur l’effet des formes de propriété, et plus généralement des formes institutionnelles, sur le fonctionnement de l’économie s’est manifestée. Elle s’est construite notamment pour montrer la supériorité des systèmes de propriété privée sur toutes les formes de propriété collective, de même pour répondre aux thèses de Berle et Means sur la séparation entre propriété et contrôle des entreprises et ses implications,.

## Historique
La théorie des droits de propriété n’est formulée qu’à partir des années soixante dans la mouvance de Ronald Coase.
C’est l’époque, dans la décennie soixante des pères fondateurs : Ronald Coase (1960), Armen Alchian (1959, 1961, 1965), Harold Demsetz (1966, 1967), Henry Manne (1965), Steven Cheung (1969), Erik Furubotn et Svetozar Pejovich (1972 et 1974), et Louis De Alessi (1983), en sont les représentants les plus connus. Les dates entre parenthèses sont celles de leurs articles les plus marquants.
D’origine diverse (économistes, juristes), ils vont contribuer dans la ligne du Journal of Law and Economics à développer une analyse pluridisciplinaire des droits de propriété.

## Objet d'étude

### Définition
Dans le cadre d'une étude économique des droits de propriété, la définition pertinente peut être sensiblement différente de la définition juridique en vigueur dans le système économique, juridique et social donné. De ce fait, le point de départ de la théorie des droits de propriété consiste à considérer que tout échange entre agents, et en fait toute relation de quelque nature qu’elle soit, peut être considérée comme un échange de droit de propriété sur des biens ou services. Hart et Moore soulignent ainsi, que la théorie des droits de propriété peut se présenter comme une théorie générale des relations sociales et des institutions.
Sur une base juridique, on peut dire que les droits de propriété se définissent à partir de trois attributs : 
- Le droit d’utiliser cet actif (usus) ;
- le droit d’en tirer un revenu (fructus) ;
- le droit de le céder de manière définitive à un tiers (abusus).

Un droit de propriété est alors défini de manière générale comme 
- « un droit socialement  validé à choisir les usages d’un bien économique »[8];
- « un droit assigné à un individu spécifié et aliénable par l’échange contre des droits similaires sur d’autres biens », Alchian, 1987[9];
- « le droit et le pouvoir de consommer, d’obtenir un revenu, et d’aliéner » les biens ou les actifs qui sont soumis à ce droit (Barzel (1987)[10].

Pour définir plus précisément les droits de propriété, on doit mettre l’accent sur deux dimensions, le droit au rendement résiduel et le droit de contrôle. En effet, détenir le droit de propriété sur un actif, c’est détenir le droit au rendement résiduel résultant de la production ou, en d’autres termes, bénéficier du profit. Celui qui a droit à ce rendement est, dans le cas de l’analyse de la firme, le propriétaire de l’entreprise. Mais, il existe aussi le droit au contrôle résiduel, c'est-à-dire le droit de prendre toutes les décisions concernant l’utilisation de l’actif avec pour seule limite les spécifications légales ou contractuelles.

### Les formes de propriété
On distingue cinq droits de propriété qui dépendent des attributs associés au droit :
- La propriété privée : se définit, de manière très générale, par l’existence d’un droit sur un actif, socialement validé, assigné à un individu et aliénable par l’échange; les trois attributs ne sont pas forcément entre les mains de la même personne;

- La propriété communale : elle se définit par le fait que plusieurs individus ont un droit d’usage simultané sur un même actif. Elle exclut la possibilité pour un individu ou un groupe d’individus de tirer un revenu ou de céder cet actif. Le bien se prêterait à l'appropriation privée, mais est affectée à l'usage de tous les membres du groupe. On peut citer l’exemple d’une source d’eau partagée par les membres d’une communauté villageoise.

- La propriété collective : elle se définit par le fait que l’usage de l’actif est géré collectivement par un groupe d’individus; cela implique une procédure de décision collective.

- La propriété mutuelle : elle se caractérise par le fait que plusieurs individus peuvent utiliser le bien, mais qu'ils peuvent transmettre le droit qu’ils possèdent sur ce bien à d’autres agents, à la différence de la propriété communale. Un exemple est la copropriété divise des appartements dans un immeuble.

- La propriété publique : le droit de propriété de l’actif est détenu par un agent au service de l’État ou toute autre collectivité publique. Son contenu peut être variable car il dépend du système politique et des délimitations du pouvoir public entre autres.

## Cadre conceptuel
La théorie des droits de propriété emprunte son cadre d'analyse à celui de l'analyse économique du droit.
- Les individus sont des agents néoclassiques jouissant d'une rationalité parfaite. Ils maximisent donc une fonction d'utilité sous les contraintes imposées par le système économique dans lequel ils évoluent et les droits de propriété qui les régissent[12]. Cette fonction d’utilité peut intégrer d’autres éléments que la maximisation des revenus monétaires, par exemple, la sécurité ou les conditions de travail.
- Les préférences des agents sont révélés dans le marché.
- L'analyse met en avant deux écarts par rapport au modèle de la concurrence pure et parfaite :
  - Il existe d'importantes asymétries d'information.
  - Il existe des coûts de transaction non négligeables.

Ainsi, dans le cas d'une entreprise gérée par un manager salariés, les choix de ce dernier ne sont pas nécessairement les meilleurs du point de vue des propriétaires, les actionnaires. Ces derniers doivent donc faire face à une double dépense, une pour savoir dans quelle mesure les choix du manager sont différents de ceux qu'ils souhaiteraient, et une autre pour inciter le manager à faire les choix optimaux de leur point de vue.
Cet exemple montre un point de rupture par rapport à l'analyse néoclassique. L'entreprise n'est plus considérée comme une unité indivisible, mais comme un nœud de contrats entre individus poursuivant leur intérêt propre, qui n'est pas nécessairement celui de l'entreprise dans son ensemble ou des actionnaires. La nécessité de les inciter à agir dans l'intérêt de l'entreprise explique ainsi les modalités d'organisation de l'entreprise, à commencer par l'allocation des droits de propriété.[réf. nécessaire]

## Externalités et coûts de transaction
La théorie des droits de propriété est d’abord liée à celle des externalités. Une modification de l'allocation des droits de propriété permet en effet d’internaliser une externalité comme, par exemple, un droit de pollution pouvant être acheté ou vendu. Selon le modèle néoclassique, on sait que cette internalisation doit favoriser l’allocation optimale des ressources. En effet, les externalités représentent une défaillance du marché du fait de l’existence d’un écart entre l’utilité individuelle et l’utilité collective et donc, l’internalisation permet d’avoir un marché efficace.
La théorie des droits de propriété est également liée à celle des coûts de transaction. Donc, si les droits ont un coût de transaction nul (transférable facilement et de manière sûre), l’équilibre économique réalisé après l’allocation des ressources est efficient quelle que soit la répartition initiale. Mais comme il existe des coûts de transaction, la forme d’organisation des droits de propriété n’est pas indifférente. Ronald Coase démontre ce résultat dans un article célèbre de 1960. Il montre qu’il existe des coûts de transaction positifs qui ont, pour conséquence, que les droits de propriété ne peuvent pas être parfaitement délimités. En effet, les agents ont une information imparfaite sur les propriétés des actifs. Cette imperfection dans le système d’information entraîne des coûts qui sont assimilés à des coûts de transaction et que l’on appelle coûts de transaction positifs. Il paraît donc difficile de définir de manière complète les droits attachés à la détention d’un actif.
Donc, les droits de propriété, comme les contrats, sont le plus souvent incomplets.
Coase a résumé son apport, dans un texte qui s'apparente à une logique du nirvana (H. Demsetz) ou de l'idéal-type (M. Weber) : 
« Un univers sans coûts de transaction présente des propriétés très particulières. (…) J’ai montré dans 'La nature de l’entreprise' (1937) qu’en l’absence de coûts de transaction, il n’y a pas de base économique à l’existence de l’entreprise. Ce que j’ai indiqué dans 'Le problème du coût social' (1960), c’est qu’en l’absence de coûts de transaction, peu importe alors ce qu’est le droit puisque le gens peuvent toujours négocier sans frais pour acquérir, subdiviser et combiner certains droits, toutes les fois que cela permet d’accroître la valeur de la production. Dans un tel univers, les institutions qui forment le système économique n’ont ni substance ni objet. Cheung a même soutenu que si les coûts de transaction sont nuls, « l’hypothèse des droits de propriété privée peut être abandonnée » sans renier aucunement le ‘théorème de Coase’, et il a sans nul doute raison. » 
Ronald Coase, L’entreprise, le marché et le droit, 2005, p. 32 (traduction de 'The firm, the market and the law', 1988). Cheung est le seul et unique élève de Coase.
On peut relier cette citation au livre de Robert C. Ellickson, Order without law (1994), qui est écrit initialement contre (ou 'tout contre')The Problem of social cost.

## Le contrôle de gestion
La nature de la firme et ses formes d’organisation peuvent être analysées au travers des caractères des droits de propriété, c'est-à-dire partitionabilité, séparabilité et aliénabilité. Pour comprendre ce lien, nous verrons quatre formes de firme : la firme capitaliste classique, la firme publique, la firme autogérée et la société anonyme (SA).

### La firme capitaliste classique

#### Organisation des tâches et allocation des droits de propriété
Armen Alchian et Harold Demsetz présentent la firme capitalistique classique comme une forme d'organisation efficace de la production en équipe. 
Dans le cadre défini précédemment, la production dépend de l'effort individuel de chaque agent intervenant dans le processus de production, effort qui n'est pas aisément observable ou mesurable. De ce fait, le responsable de la production fait face à une situation d'aléa moral. Chaque individu est en effet incité à minimiser son propre effort. Pour éviter un tel comportement de passager clandestin, Alchian et Demsetz préconisent qu’un « moniteur » ou un agent central vérifie la productivité de chacun des membres de l’équipe. Le problème se pose quant à savoir l’efficacité de ce moniteur, qui est tout autant que les autres agents incité à ne pas fournir l'effort optimal. Il faut donc donner un statut particulier au moniteur pour éviter un tel comportement.
Alchian et Demsetz proposent donc que le moniteur détienne les cinq droits suivants : 
- être le créancier résiduel, c'est-à-dire qu’il reçoit le rendement résiduel. En d’autres termes, il a intérêt d’être productif s’il veut toucher une bonne rémunération,
- le droit d’observer et contrôler le comportement des personnes qui ne font pas partie de l’équipe de production,
- le droit d’être en relation contractuelle avec tous les membres de l’équipe,
- le droit de remanier la composition de l’équipe, c'est-à-dire qu’il peut renégocier individuellement les contrats avec eux,
- le droit de vendre ces droits, c'est-à-dire vendre le statut particulier qu’il détient.

L'allocation de ces différents droits définit alors la position exacte de chaque agent intervenant, employé, cadre et propriétaire de la firme. La firme classique constitue ainsi une solution aux problèmes d’informations imparfaites et de risque moral propres à la production en équipe.

#### Rendement et contrôle résiduel
Paul Milgrom et John Roberts ont montré que les deux dimensions essentielles de l’analyse économique des droits de propriété sont l’allocation du rendement résiduel et la détention des contrôles résiduels :
- le rendement résiduel : Coriat et Weinstein[18] ont démontré que la recherche d'efficacité impliquait que le propriétaire de l'entreprise soit l'agent percevant le rendement résiduel. Si celui-ci constitue la base de sa rémunération, il aura alors intérêt à exercer ses fonctions de contrôle du processus productif (choix de la technologie employée) et des efforts des autres participants.
- Le contrôle résiduel : la structure actuelle de la gouvernance d'entreprise sépare les agents propriétaires de l'entreprise (les actionnaires) de ceux prenant effectivement les décisions. Grossman, de même que Coriat et Weinstein, mettent donc en évidence la capacité de « contrôle résiduel », capacité de prendre en dernier ressort un certain nombre de décisions essentielles (embaucher, licencier les salariés, fixer les quantités à produire, les prix, le mode de financement).

D'un point de vue social, la capacité du système des droits de propriétés à inciter les agents à utiliser efficacement leurs ressources repose donc sur le couplage entre le contrôle résiduel et le droit au rendement résiduel, couplage qui caractérise la propriété effective d'un actif.

### La société par actions
De nos jours, la société par actions est le type de société qui prédomine pour les entreprises de grande taille.
En suivant l'analyse de Berle et Means, on peut remarquer que ces sociétés, dirigées par des cadres salariés, connaissent un conflit d'intérêts important : le cadre salarié ayant le contrôle résiduel sans droit au rendement résiduel ni d'intéressement à la valeur de l'entreprise, il sera incité à préférer les mesures qui augmentent sa rémunération future plutôt que celles qui augmentent les bénéfices futurs de l'entreprise, par exemple de coûteuses fusions. C'est l'argument de technostructure de Galbraith. 
Expérimentalement pourtant, Coriat et Weinstein font remarquer que cette forme d'entreprise s’avère être « la forme d’organisation la plus efficiente pour exploiter les gains potentiels de la spécialisation à grande échelle et de la surveillance des équipes de grande taille ».  En effet, cette forme d’entreprise exploite la théorie des droits de propriété par le biais qu’il soit possible de partitionner et d’aliéner les droits de manière efficace entre la personne qui prend des risques et celui qui dirige l’équipe de production.
Trois points caractérisent la société par actions (Ricketts, 1987) : 
- la société a une existence légale distincte de celle de ses membres,
- les actions de la firme sont échangées sur un marché, c'est-à-dire la Bourse,
- les actionnaires ont une responsabilité limitée sur les décisions à prendre concernant la firme.

De ce fait, il est possible de lier la rémunération des cadres salariés aux bénéfices actuels de l'entreprise (intéressement) et aux bénéfices futurs (donc la valeur de vente de l'entreprise) par le moyen des stock options qui lui confèrent à terme une propriété partielle de l'entreprise. La régulation par le moyen d'incitation et d'allocation des droits de propriété des décisions des cadres et des salariés fait l'objet de la théorie de l'agence.

### La firme publique
Une entreprise détenue publiquement pose deux problèmes au regard de ce qui précède. Le gestionnaire n'a en effet ni le droit de la vendre (il n'est donc pas intéressé à augmenter sa valeur), ni le droit au rendement résiduel (il n'a donc pas un intérêt direct à augmenter l'efficacité de l'entreprise). En l'absence d'un mécanisme incitatif, les gestionnaires auront donc tendance à « poursuivre leur propre but car ils ne supporteront pas le coût de leur choix » (B. Amann).
Le problème du droit au rendement individuel se pose également dans le cas d'une société anonyme où les actionnaires délèguent leur pouvoir de contrôle à un manager. Toutefois, ils peuvent lui conférer une part de la propriété (système des stock options), ce qui leur fournit un levier incitatif.

### La firme autogérée
La firme autogérée présente les mêmes problèmes que l’entreprise publique, c'est-à-dire les propriétaires détenteurs du revenu résiduel ne disposent pas de droits transférables et les gestionnaires sont soumis à un contrôle qui est difficile à mettre en place.
De plus, il y a un problème d’efficacité au niveau des comportements de maximisation. En effet, le dirigeant de la firme capitaliste classique veut maximiser le volume des bénéfices dans la mesure où il bénéficie du revenu résiduel. Il a donc un intérêt direct à prendre les décisions maximisant les bénéfices futurs de l'entreprise. En revanche, les travailleurs dans une firme autogérée ne perçoivent qu'une partie réduite des bénéfices supplémentaires permis par un investissement. Ils préfèrent donc augmenter leurs salaires plutôt que de consentir un investissement à long terme